# Птичий грипп
Птичий грипп (лат. Grippus avium), классическая чума птиц, ранее птичий тиф или холера кур — острая инфекционная вирусная болезнь птиц, характеризующаяся поражением органов пищеварения, дыхания, высокой летальностью около 56 %. Антигенная вариабельность вируса гриппа птиц и наличие высоковирулентных штаммов позволяют отнести его к особо опасным болезням, способным причинить большой экономический ущерб. Различные штаммы вируса гриппа птиц могут вызывать от 10 до 100 % гибели среди заболевших и поражать одновременно от одного до трёх видов птиц. Природным резервуаром вируса являются мигрирующие птицы, чаще всего дикие утки. В диких популяциях птиц, в отличие от домашних, высока устойчивость к вирусу гриппа. Впервые грипп птиц был выявлен в Италии более ста лет назад.

## История
Впервые грипп птиц был описан итальянским ветеринаром Эдуардо Перрончито в 1878 под названием куриный тиф. Перрончито сообщал о вспышке высококонтагиозного заболевания, поражающего кур на фермах в окрестностях Турина (Италия). В 1880 году за изучение куриной холеры принялся Луи Пастер, который и выяснил биологические свойства микроба[какого?] и условия его развития, а также получил ослабленный токсин, из которого приготовил вакцину для предохранительных прививок.
Некоторое время грипп птиц путали с болезнью Ньюкасла, но после установления этиологии последнюю стали называть псевдочумой или азиатской чумой птиц, а грипп птиц — классической или европейской чумой птиц. В XIX веке еоднократно были отмечены случаи так называемой хронической формы куриной холеры. Она встречалась в тех птицеводных хозяйствах, где раньше уже были случаи куриной холеры, причём, что показательно, заболевают первыми те экземпляры, которые в предшествующую эпизоотию легко перенесли заболевание.
Вспышки европейской чумы птиц регулярно происходили в конце XIX — начале XX века в странах Европы, Африки и Азии. Особенно свирепствовала куриная холера с 1877 по 1880 год, когда потери исчислялись многими миллионами птиц. В 1925 году болезнь попала в Северную Америку. Во второй половине XX века только за рубежом[чего?] зарегистрировано 18 крупных эпизоотий.
В 1901 году была установлена вирусная природа возбудителя, но только в 1955 году было доказано, что вирус, вызывающий «птичью чуму», является вирусом гриппа.
Современное название — грипп птиц — данное заболевание получило лишь в 1971 году. Применительно к наиболее опасным формам (например, вызванным штаммом H5N1) употребляется также термин высокопатогенный грипп птиц.

## Этиология
Возбудитель гриппа птиц — РНК-содержащий вирус Influenza virus A, относящийся к семейству Orthomyxoviridae, по комплемент-связывающему антигену (РНП) родственен вирусу гриппа A человека и животных. Для вириона характерны полиморфность, преобладающая сферическая форма, размер 60—180 нм. Вирион имеет липопротеидную оболочку с радиально расположенными на ней шипиками, которая заключает в себе свёрнутое кольцо РНП. Геном вириона состоит из 6 или более типов РНК. Вирус обладает инфекционной, гемагглютинирующей и нейраминидазной активностью. Хорошо размножается в развивающихся 10—11-суточных эмбрионах кур. Вирусодержащая аллантоисная жидкость обладает способностью агглютинировать эритроциты многих видов животных. При культивировании вируса в культуре тканей многие штаммы обладают цитопатическим действием и гемадсорбирующими свойствами. Штаммы вируса гриппа птиц, выделенные от различных видов птиц, могут отличаться по вирулентности, спектру патогенности и структуре поверхностных антигенов (гемагглютинина и нейраминидазы). Вирус быстро инактивируется под действием 3 % раствора едкого натра и фенола, 0,1 % раствора формальдегида. Длительно сохраняется при низких температурах и высушивании.
У вируса гриппа типа A известно шестнадцать вариантов структуры гемагглютинина (HA1-16) и девять нейраминидазы (NA1-9). Именно комбинации этих двух гликопротеинов и определяют подтип вируса. Теоретически возможны 144 таких комбинации, 86 из которых реально обнаружены в природе. Для птиц наиболее патогенны варианты H5 и H7.

### H5N1

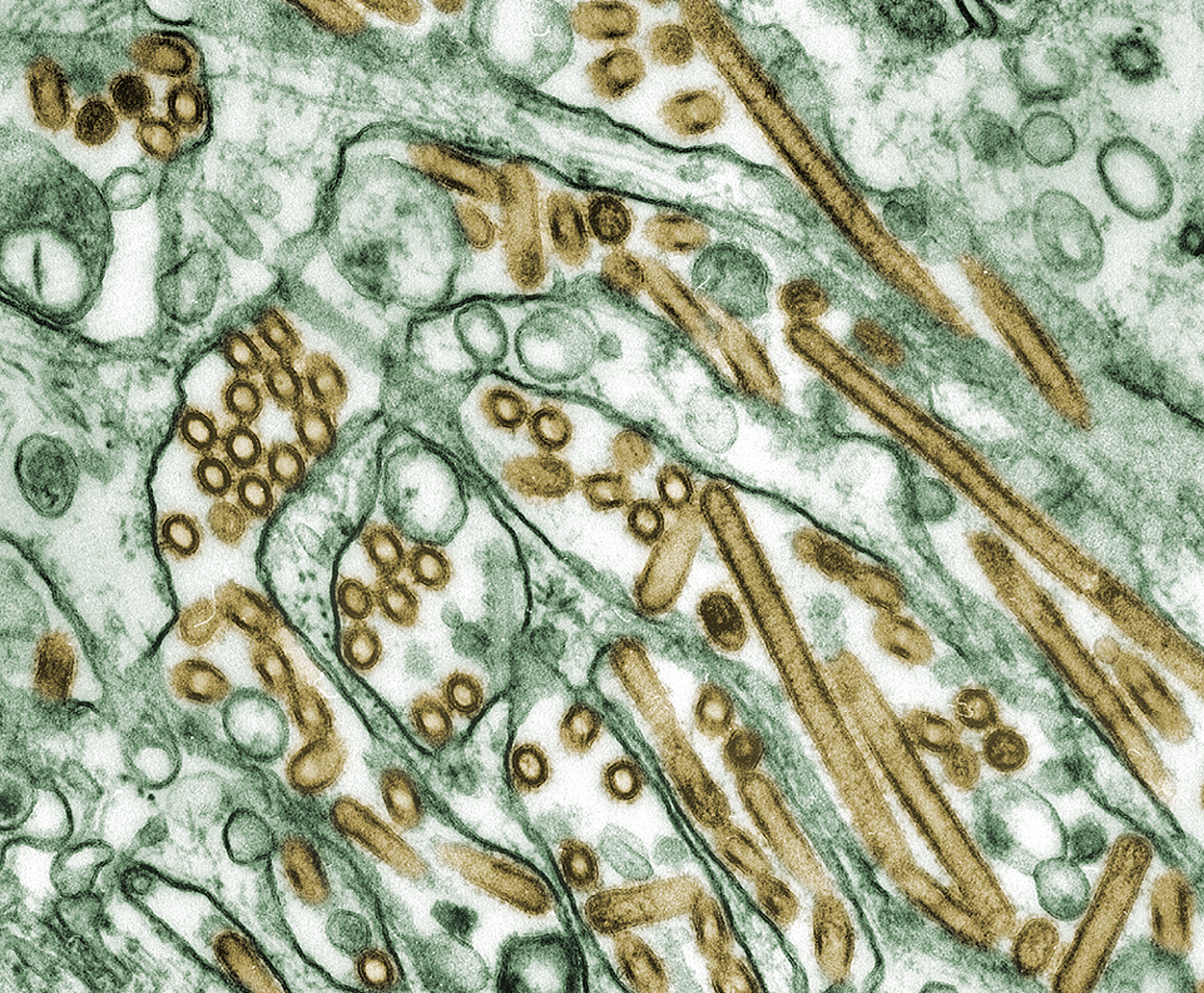

ВОЗ считает, что птичий грипп H5N1 может перерасти во всемирную пандемию, если вирус подвергнется рекомбинации генов с вирусом гриппа человека, то есть приобретёт новые свойства (способность передаваться от человека к человеку и др.). Перестройка может случиться, если природный хозяин H5N1, скажем свинья, послужит т. н. передаточным звеном или живой окружающей средой, в которой смогут перемешаться широко распространённый субтип гриппа типа А (например, H1N1, H1N2, или H3N2) и высоко патогенный субтип гриппа типа А H5N1. Этот процесс создал бы новый контагиозный субтип гриппа типа А, сохраняющий смертоносный характер вируса H5N1. Врождённой невосприимчивости против этого нового субтипа гриппа среди людей не было бы вообще.

### H7N9
Случаи заражения гриппом H7N9 зафиксированы в Китае в апреле 2013 года, зафиксировано 453 случая болезни человека данным вирусом. За исключением одного случая в Пекине, все остальные случаи зарегистрированы в восточных районах. От гриппа скончались 175 человек.

### H5N8
Первый случай заражения новым штаммом птичьего гриппа H5N8 в мире был зафиксирован в России 20 февраля 2021 года. Об этом сообщила глава Роспотребнадзора Анна Попова.

## Эпизоотология
Вирус гриппа птиц выделен от всех видов домашних птиц, а также от перепелов, фазанов, крачек и буревестника. Все штаммы вируса, независимо от поражаемых ими видов животных, в процессе репродукции в одной системе, способны к рекомбинации, в результате чего формируются новые антигенно изменённые подтипы вируса. В ряде случаев штаммы, выделенные в птицеводческих хозяйствах при массовой гибели кур, в лабораторных условиях оказывались невирулентными. Последнее свидетельствует о роли в заболевании гриппа птиц дополнительных стрессов: условий содержания, наличия секундарных инфекций, например микоплазмоза и т. д. Источник возбудителя инфекции — больные и переболевшие птицы, с экскретами и секретами которых выделяется большое количество активного вируса. Механизм заражения — воздушно-капельный. Факторы передачи вируса — инфицированная обменная тара (лотки для тушек и яиц), корма, товарная продукция (тушки птиц, яйца, перо), полученная в инкубационный период или от клинически больной птицы. Определённую роль в распространении болезни могут играть и дикие птицы (голуби, воробьи, галки и вороны), а также грызуны и кошки. Грипп птиц протекает в виде энзоотий и эпизоотий.
В 2014 году группа учёных под руководством Сунетры Гупты из Оксфордского университета, установила, что наиболее опасные штаммы чаще возникают у птиц, живущих недолго. Более того, контакты между видами с различной продолжительностью жизни способствуют «воскрешению» ранее подавленных вирулентных штаммов. Это связано с тем, что состав популяции вируса у них обновляется быстрее и не успевает выработаться и закрепиться иммунитет популяций к близкородственным штаммам гриппа, наличие которого препятствует развитию эпизоотии птичьего гриппа. Из-за новых подходов в разведении домашних уток их уже не держат в закрытых прудах, и дают контактировать с дикими утками. Из-за короткой продолжительности жизни домашних уток и отсутствия у них иммунитета к близкородственным штаммам, это стало одной из причин вспышек птичьего гриппа в последние десятилетия.

## Иммунитет
Переболевшая птица приобретает напряжённый иммунитет только против гомологичного подтипа вируса.

## Симптомы и течение
Инкубационный период от 20—30 часов до 2 суток. Болезнь проявляется резким снижением яйценоскости, поедания корма, жаждой, угнетением. У больной птицы перья взъерошены, незадолго перед гибелью — цианоз гребня и серёжек. Куры стоят с опущенной головой и закрытыми глазами; слизистые оболочки у них гиперемированы; носовые отверстия заклеены экссудатом. Дыхание хриплое, учащённое, температура тела 43—44 °C. Наблюдают также диарею, помёт окрашен в коричнево-зелёный цвет, неврозы, судороги, манежные движения.

## Патологоанатомические изменения
При вскрытии обнаруживают катаральные и катарально-геморрагические поражения слизистых оболочек пищеварительного тракта и дыхательных путей, подкожные отёки в области глотки, гортани, шеи, груди, ног, множественные точечные кровоизлияния в желудке, кишечнике, селезёнке, печени, почках и сердце.

## Диагностика
Диагноз основан на выделении вируса из свежего патматериала (лёгкие, печень, головной мозг и др.), а также парны́х сывороток крови в различные периоды болезни, и идентификации его в серологических реакциях.

## Заражение людей

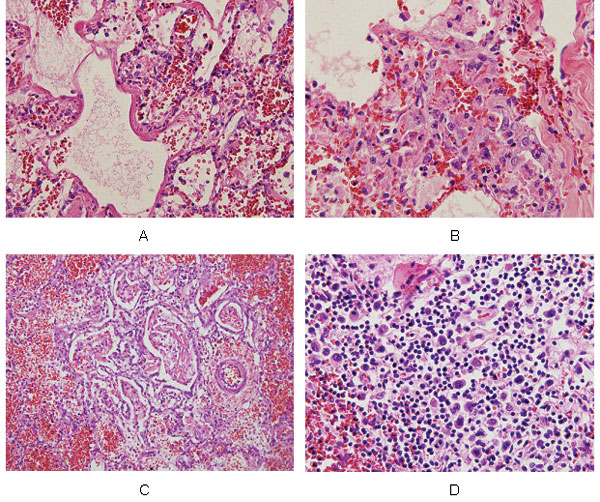
Человеческое заболевание от вируса типа A (H5N1), Таиланд, 2004

Заражение человека впервые зарегистрировали в Гонконге в 1997 во время вспышки гриппа у домашней птицы. Заболело 18 человек, 6 умерли. Был выявлен подтип вируса — H5N1, установлено, что вирус передавался от птиц человеку. К августу 2005 года зарегистрировано 112 случаев заболевания человека птичьим гриппом во Вьетнаме, Таиланде, Камбодже, Индонезии, из них 64 смертельных исхода; не установлена передача вируса от человека к человеку. В попытке остановить распространение вируса уничтожали или вакцинировали миллионы домашних птиц.
Пандемии гриппа, вызванные мутированными вирусами, против которых у людей нет иммунитета, возникают 2—3 раза в 100 лет. Пандемия гриппа 1918—1919 («испанка», H1N1) унесла жизни 40—50 миллионов человек. Предполагают, что вирус «испанки» возник в результате рекомбинации генов вирусов гриппа птиц и человека. В 1957—1958 пандемия «азиатского гриппа», вызванная штаммом H2N2. В 1968—1969 пандемия «гонконгского гриппа» (H3N2).
По данным Всемирной организации здравоохранения, с февраля 2003 года по февраль 2008 года из 361 подтвержденного случая заражения людей вирусом птичьего гриппа 227 стали смертельными.
Последняя смерть человека от птичьего гриппа зафиксирована в 2014 году в Канаде.
20 февраля 2021 птичий грипп выявлен у семи сотрудников птицефабрики на юге России.
11 августа 2023 года птичий грипп выявлен на птицефабрике в Башкирии.
Случаи передачи нового штамма птичьего гриппа от человека к человеку пока не зафиксированы.
1 июня 2021 года в китайской провинции Цзянсу был зафиксирован первый случай заражения человека штаммом H10N3.
В феврале 2021 года российские власти сообщили о первом в рамках волны заражений случае передачи вируса H5N8 людям, у нескольких работников птицефабрики было выявлено заражение им.
4 октября 2022 года власти Испании сообщили о выявлении случая заражения птичьим гриппом у человека. Это сообщение появилось на фоне зарегистрированной ранее в сентябре этого года вспышки вируса в Испании.

### Случаи заболевания людей в мире
Всемирная организация здравоохранения (ВОЗ) отметила, что с января 2003 года по июль 2024 года в мире было зарегистрировано в общей сложности 896 подтвержденных случаев заражения людей вирусом H5N1, при этом коэффициент летальности (КЛ) составил примерно 52%. Согласно последним сообщениям, с 13 по 19 сентября 2024 года новых случаев заражения людей не зарегистрировано. 

## Меры личной защиты

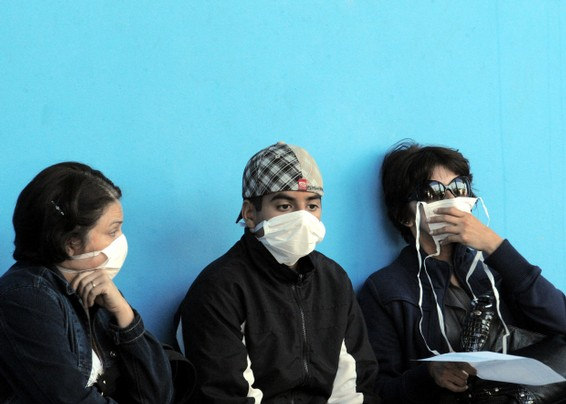

Рекомендации ВОЗ по личной защите от птичьего гриппа:
- Не разрешайте детям играть с дикими птицами или с больной домашней птицей.
- Не трогайте руками и не используйте в пищу погибших или больных птиц.
- При обнаружении трупа мертвой птицы следует ограничить к нему доступ других людей и животных, по возможности его нужно сжечь (дополнительно необходимо обратиться в районную ветеринарную станцию по борьбе с болезнями животных или другое ветеринарное учреждение), при этом необходимо защитить рот и нос маской или респиратором, а руки перчатками. После окончания работы тщательно вымойте руки и лицо с мылом и смените одежду.
- Нельзя употреблять сырое или плохо приготовленное мясо или яйца птиц.
- Мясо или яйца птиц нужно хранить в холодильнике отдельно от других продуктов питания.
- При обнаружении больной птицы нужно срочно известить местного ветеринарного врача.
- Если после контакта с птицей у вас возникло какое-либо острое респираторное (гриппоподобное) заболевание, нужно срочно обратиться к врачу.

## В новое время
Несмотря на предпринимаемые (особенно в Китае) усилия по вакцинации домашней птицы и тот факт, что власти во многих странах уничтожили десятки миллионов домашних птиц, вирус продолжает осваивать новую географическую территорию. H5N1 расширил своё протяжение по всей Юго-Восточной Азии, Китаю, проник в Индонезию, а теперь в Западную Европу и некоторые районы России. Помимо того, заболевания птичьим гриппом у диких и домашних птиц, были выявлены в Турции, Румынии и Скандинавии. Главным переносчиком (или вектором) инфекции в настоящее время считаются водоплавающие птицы (например, разные виды уток). Особая опасность состоит в том, что они совершают перелёты в тысячи километров, и в их числе носители вируса H5N1 и не заболевшие им. Десятки тысяч водоплавающих птиц ежегодно гнездятся в центральных (например, озеро Цинхай) и восточных районах Китая и из этих мест разлетаются по многим направлениям.
В январе 2009 года, как утверждает профессор вирологии Мухамед Ахмед Али, тесты подтвердили, что новая разработанная в Национальном исследовательском центре Египта прививка эффективна против вируса H5N1.
В августе 2018 года «Микроген» совместно с «Институт экспериментальной медицины» и ФГБУ «НИИ гриппа им. А. А. Смородинцева» при поддержке ВОЗ завершили разработку экспериментальной живой гриппозной вакцины (ЖГВ) против вируса гриппа А/17/Гонконг/2017/75108 (H7N9). Документы на проведения клинических испытаний новой вакцины были переданы в Минздрав. Старт исследований вакцины был назначен на конец 2018 года.
В 2021—2022 годах зафиксирована сильнейшая вспышка птичьего гриппа, охватившая 37 стран Европы

## Перспектива
Исследования и развитие новой вакцины против пандемического вируса продолжаются в России, США, Китае, и других странах. Кроме того, исследуется возможность применения с целью лечения и профилактики вируса птичьего гриппа препаратов, традиционно применяемых при обычном сезонном гриппе. Так, в России в рамках исследования противовирусной активности в отношении гриппа птиц прошли испытания несколько препаратов. Было показано, что препарат стабильно подавляет репликацию вируса H5N1 в культуре клеток и снижает инфекционность вирусного потомства. Но для того, чтобы уменьшить возможно катастрофические последствия пандемии, кроме накопления антивирусных медикаментов и вакцин, нужно предпринять дополнительные меры. Для уменьшения последствий пандемии потребуется добиться координации международных усилий по быстрому и эффективному обмену здравоохранительной информацией о вспышках заболевания. Потребуется высокий уровень международного сотрудничества по быстрому распространению эффективных антивирусных терапий и проведению здравоохранительных мероприятий по предотвращению распространения пандемии.
На многие из вопросов, отражающих характер новой пандемии, если она возникнет, у учёных нет ответа, только предположения. Нам не известно, ни в какой степени вирус будет передаваться от человека к человеку, ни как быстро будет географически распространяться, ни насколько смертелен он будет. Но исследователи предполагают, что будет трудно без больших усилий сдержать вспышку в точке (или в точках), откуда эпидемия начнёт распространяться. Если это не удастся, то в течение нескольких месяцев вирус может распространиться по всему миру.
Необходимость сдержать распространение новой пандемии будет требовать того, чтобы органы здравоохранения и местные власти быстро и стратегически распространили среди населения до нескольких миллионов доз антивирусных препаратов, например осельтамивир или занамивир, впрочем, эффективность данных препаратов вызывает сомнения). Придётся провести много других здравоохранительных мероприятий, например, временно ограничить передвижение населения. Исследования, моделирующие вспышку эпидемии и эффективность здравоохранительных мероприятий, продолжаются.